# Лене Марлін
Лене́ Ма́рлін (норв. Lene Marlin, народилася 17 серпня 1980 року в Тромсе, Норвегія) — норвезька поп-співачка.

## Кар'єра
Спочатку Марлін записувала пісні власного написання для друзів та родичів. Літом 1997 року NRK, найбільша радіостанція Норвегії, отримала касету із записами пісень у її виконанні, що і слугувало початком кар'єри для виконавиці.
12 жовтня 1998 року у світ вийшов перший сингл Марлін — Unforgivable Sinner, який відразу ж піднявся на вершину норвезьких чартів, протримавшись там 8 тижнів. Сингл також найшвидше продавався в історії Норвегії.
Другий сингл Марлін Sitting down here став хітом у багатьох країнах Європи. Перший альбом співачки «Playing My Game» розійшовся світовим тиражем близько 2,5 млн екземплярів, досягнувши в декількох європейських країнах статусу платинового. Простий стиль Лене Марлін, тексти її пісень, що торкалися життя кожної людини, та легка музика зробили її ім'я відомим. У 1999 році на церемонії нагородження MTV Марлін отримала приз як найкращий скандинавський виконавець.
Після бурхливого початку кар'єри у творчості співачки відбулась пауза, що тривала до 2003 року, коли у світ вийшов її другий альбом, «Another Day». Перший сингл із нового альбому «You Weren't There» зайняв перші сходинки у чартах Норвегії та Італії, був також гаряче зустрінутий іншими мешканцями континенту. Але повторити успіх свого дебютного альбому Марлін не вдалось: продажі другого альбому сягнули лише мільйонної позначки.
У 2005 році Марлін випустила свій третій альбом «Lost In A Moment», першим синглом з якого стала пісня «How would it be».
У 2009 році вийшов четвертий альбом «Twist the Truth»

## Дискографія
Альбоми
- Playing My Game (1999) — світовий тираж склав 2,5 млн копій.
- Another Day + DVD (2003) — світовий тираж 1 млн копій.
- Lost in a Moment (2005) — світовий тираж 0,5 млн копій.
- Twist the Truth (2009)

Сингли
| Рік  | Сингл                 | Позиції в чартах | Позиції в чартах | Позиції в чартах | Позиції в чартах | Позиції в чартах | Позиції в чартах | Альбом           |
| Рік  | Сингл                 | Італія           | Норвегія         | Велика Британія  | Японія           | Німеччина        | Франція          | Альбом           |
| ---- | --------------------- | ---------------- | ---------------- | ---------------- | ---------------- | ---------------- | ---------------- | ---------------- |
| 1998 | «Unforgivable Sinner» | 1                | 1                | 13               | 1                | -                | -                | Playing My Game  |
| 1998 | «Sitting Down Here»   | 5                | 2                | 5                | -                | 57               | -                | Playing My Game  |
| 1998 | «Where I’m Headed»    | 1                | 1                | 31               | -                | -                | 1                | Playing My Game  |
| 2003 | «You Weren’t There»   | 1                | 1                | 59               | -                | -                | -                | Another Day      |
| 2003 | «Another Day»         | 5                | 8                | -                | -                | -                | -                | Another Day      |
| 2003 | «Sorry»               | 40               | -                | -                | -                | -                | -                | Another Day      |
| 2005 | «How Would It Be»     | 16               | 11               | -                | -                | -                | -                | Lost In A Moment |
| 2005 | «What If»             | 39               | -                | -                | -                | -                | -                | Lost In A Moment |